# Franck Montagny
Franck Montagny, francoski dirkač Formule 1, *5. januar 1978, Feurs, Francija.
Franck Montagny je upokojeni francoski dirkač Formule 1. V sezoni 2003 je bil testni dirkač Renaulta in na domači dirki za Veliko nagrado Francije tudi tretji dirkač. V sezoni 2005 je bil testni dirkač Jordana in na dirki za Veliko nagrado Evrope tudi tretji dirkač. V sezoni 2006 pa je v moštvu Super Aguri dobil priložnost na sedmih dirkah, ko je ob kar petih odstopih kot najboljšo uvrstitev dosegel šestnajsti mesti na Velikih nagradah Monaka in Francije, na zadnjih petih dirkah pa je bil tretji dirkač moštva.

## Dirkaški rezultati

### Pregled rezultatov
| Sezona | Serija                        | Moštvo                     | Dirke         | Pole          | Zmage         | Toč           | Uvr           |
| ------ | ----------------------------- | -------------------------- | ------------- | ------------- | ------------- | ------------- | ------------- |
| 1994   | Formula Renault Campus France | ?                          | ?             | ?             | 3             | ?             | 1.            |
| 1995   | Formula Renault France        | La Filière                 | 14            | ?             | 1             | 70            | 4.            |
| 1996   | Formula Renault France        | La Filière                 | ?             | ?             | 2             | 74            | 6.            |
| 1997   | Francoska Formula 3           | ?                          | ?             | ?             | 4             | 129           | 4.            |
| 1997   | Britanska Formula 3           | La Filière                 | 1             | 0             | 0             | 12            | 18.           |
| 1997   | Velika nagrada Macaa          | La Filière                 | 1             | 0             | 0             | ?             | NC            |
| 1997   | Masters Formule 3             | ?                          | 1             | 0             | 0             | ?             | 14.           |
| 1998   | Francoska Formula 3           | La Filière                 | 22            | 12            | 10            | 226           | 2.            |
| 1998   | 24 ur Le Mansa                | Courage Compétition (LMP1) | 1             | 0             | 0             | ?             | 5.            |
| 1998   | Velika nagrada Macaa          | Equipe de France           | 1             | 0             | 0             | ?             | NC            |
| 1998   | Masters Formule 3             | ?                          | 1             | 0             | 0             | ?             | 6.            |
| 1999   | Formula 3000                  | DAMS                       | 10            | 0             | 0             | 6             | 12.           |
| 1999   | American Le Mans Series       | ? (LMP)                    | 1             | 0             | 0             | 0             | NC            |
| 1999   | 24 ur Le Mansa                | DAMS (LMP)                 | 1             | 0             | 0             | ?             | NC            |
| 2000   | Formula 3000                  | DAMS                       | 10            | 0             | 0             | 5             | 15.           |
| 2000   | 24 ur Le Mansa                | DAMS (LMP900)              | 1             | 0             | 0             | ?             | 9.            |
| 2001   | Open Telefónica by Nissan     | Epsilon by Graff           | 18            | 8             | 7             | 221           | 1.            |
| 2001   | 24 ur Le Mansa                | Oreca (LMP900)             | 1             | 0             | 0             | ?             | NC            |
| 2002   | World Series by Nissan        | Racing Engineering         | 18            | 3             | 4             | 222           | 2.            |
| 2002   | FIA Sportscar Championship    | Oreca (SR1)                | 1             | 0             | 0             | 15            | 15.           |
| 2002   | 24 ur Le Mansa                | Oreca (LMP900)             | 1             | 0             | 0             | ?             | 6.            |
| 2003   | World Series by Nissan        | Gabord Competición         | 17            | 4             | 9             | 241           | 1.            |
| 2004   | Formula 1                     | Renault                    | Testni dirkač | Testni dirkač | Testni dirkač | Testni dirkač | Testni dirkač |
| 2005   | Formula 1                     | Renault                    | Testni dirkač | Testni dirkač | Testni dirkač | Testni dirkač | Testni dirkač |
| 2005   | Formula 1                     | Jordan                     | Testni dirkač | Testni dirkač | Testni dirkač | Testni dirkač | Testni dirkač |
| 2005   | 24 ur Le Mansa                | Oreca (LMP1)               | 1             | 0             | 0             | ?             | 4.            |
| 2006   | Formula 1                     | Super Aguri                | 7             | 0             | 0             | 0             | 27.           |
| 2006   | 24 ur Le Mansa                | Pescarolo Sport (LMP1)     | 1             | 0             | 0             | ?             | 2.            |
| 2007   | Formula 1                     | Toyota                     | Testni dirkač | Testni dirkač | Testni dirkač | Testni dirkač | Testni dirkač |

### Formula 1
(legenda) (odebeljene dirke pomenijo najboljši štartni položaj, poševne pa najhitrejši krog, †-uvrščen kljub odstopu)
| Leto | Moštvo            | Šasija           | Motor       | 1   | 2   | 3   | 4   | 5      | 6       | 7      | 8     | 9       | 10      | 11     | 12  | 13  | 14     | 15     | 16     | 17     | 18     | 19  | Prv | Toč |
| ---- | ----------------- | ---------------- | ----------- | --- | --- | --- | --- | ------ | ------- | ------ | ----- | ------- | ------- | ------ | --- | --- | ------ | ------ | ------ | ------ | ------ | --- | --- | --- |
| 2003 | Renault F1 Team   | Renault R23      | Renault V10 | AVS | MAL | BRA | SMR | ŠPA    | AVT     | MON    | KAN   | EU      | FRA TD  | VB     | NEM | MAD | ITA    | ZDA    | JAP    |        |        |     | -   | -   |
| 2005 | Jordan Grand Prix | Jordan EJ15      | Toyota V10  | AVS | MAL | BAH | SMR | ŠPA    | MON     | EU TD  | KAN   | ZDA     | FRA     | VB     | NEM | MAD | TUR    | ITA    | BEL    | BRA    | JAP    | KIT | -   | -   |
| 2006 | Super Aguri F1    | Super Aguri SA05 | Honda V8    | BAH | MAL | AVS | SMR | EU Ret | ŠPA Ret | MON 16 | VB 18 | KAN Ret | ZDA Ret | FRA 16 | NEM | MAD |        |        |        |        |        |     | 27. | 0   |
| 2006 | Super Aguri F1    | Super Aguri SA06 | Honda V8    |     |     |     |     |        |         |        |       |         |         |        |     |     | TUR TD | ITA TD | KIT TD | JAP TD | BRA TD |     | 27. | 0   |